# Ununennium
Ununennium, med kemisk beteckning Uue, är det tillfälliga IUPAC-namnet på det grundämne i periodiska systemet, som har atomnummer 119. Det kan också kallas eka-francium efter Dmitrij Mendelejevs förutsägelser om det periodiska systemet. 
Ununennium är det första grundämnet i den åttonde perioden i det periodiska systemet. Det har ännu inte framställts,  men har däremot varit föremål för ganska omfattande förutsägelser.  Ununennium är en alkalimetall. 
Vid forskningsinstitutet RIKEN i Japan pågår försök att framställa ununennium genom att låta joner av vanadin (grundämne 23) kollidera med curium (grundämne 96).